# Koudi
Le koudi (chinois : 口笛 ; pinyin : kǒudí ; litt. « flûte-bouche ») est une minuscule flûte traversière en bambou chinoise dérivée du dizi. Elle a été inventée en 1971 par le maître de dizi, Yu Xunfa (俞逊发, 1946-2006).

## Facture
Elle est faite d'un très court segment de bambou, d'environ 4 pouces de long, avec deux trous de jeu de part et d'autre du trou d'insufflation. Cet instrument qui peut imiter les cris des oiseaux, émet des sons aiguës, situés entre le piccolo et le sifflet.

## Pièces
Une des plus célèbres compositions pour le koudi est « Yunque » (chinois simplifié : 云雀 ; litt. « L'alouette »). L'instrument est également utilisé dans certaines pièces d'orchestre chinoises telle que Feitian (zh) (飞天 / 飛天, fēitiān, « apsara volante ou devas »). Ces deux œuvres ont été composées par Yu Xunfa, le créateur de l'instrument.
« Matin dans les montagnes des Miaos » (苗岭的早晨) de Du Cong (杜聪, 1989), adapté d'une musique folklorique des Miaos, pendant laquelle5, des cris d'oiseaux sont imités.

## Simulation
Les flûtes de type paixiao, xun, koudi, xiao et dizi font le sujet d'une simulation numérique via le langage de programmation audio Csound.